# 1892 na televisão

## Nascimentos
| Data          | Nome                | Profissão                            | Nacionalidade                       | Observações | Ref    |
| ------------- | ------------------- | ------------------------------------ | ----------------------------------- | ----------- | ------ |
| 14 de janeiro | Hal Roach           | produtor de cinema, televisão        | Estados Unidos                      | m. 1992     | [ 1 ]  |
| 15 de janeiro | Rex Ingram          | ator, diretor de cinema e produtor   | Irlanda                             | m. 1950     | [ 2 ]  |
| 18 de janeiro | Oliver Hardy        | ator, comediante                     | Estados Unidos                      | m. 1957     | [ 3 ]  |
| 26 de janeiro | Zara Cully          | atriz                                | Estados Unidos                      | m. 1978     | [ 4 ]  |
| 28 de janeiro | Ernst Lubitsch      | ator e diretor de cinema             | Império Alemão                      | m. 1947     | [ 5 ]  |
| 31 de janeiro | Eddie Cantor        | ator, comediante                     | Estados Unidos                      | m. 1964     | [ 6 ]  |
| 6 de abril    | Lowell Thomas       | ator, escritor, radialista           | Estados Unidos                      | m. 1981     | [ 7 ]  |
| 11 de maio    | Margaret Rutherford | atriz                                | Estados Unidos                      | m. 1972     | [ 8 ]  |
| 12 de maio    | Fritz Kortner       | ator                                 | Áustria-Hungria                     | m. 1970     | [ 9 ]  |
| 13 de junho   | Basil Rathbone      | ator                                 | Reino Unido · África do Sul (nasc.) | m. 1967     | [ 10 ] |
| 23 de junho   | William Powell      | ator                                 | Reino Unido                         | m. 1984     | [ 11 ] |
| 2 de agosto   | Jack Warner         | executivo de cinema                  | Canadá                              | m. 1978     | [ 12 ] |
| 16 de agosto  | Hal Foster          | desenhista de quadrinhos e roterista | Estados Unidos · Canadá (nasc.)     | m. 1982     | [ 13 ] |
| 16 de agosto  | Otto Messmer        | criador de desenhos animados         | Estados Unidos                      | m. 1983     | [ 14 ] |

## Mortes
| Data | Nome | Profissão | Nacionalidade | Observações | Ref |
| ---- | ---- | --------- | ------------- | ----------- | --- |